# アンゲラ・ハンカ
アンゲラ・ハンカ（ドイツ語: Angela Hanka）は、オーストリア出身のフィギュアスケート選手（女子シングル）。1914年世界選手権銀メダリスト。

## 主な戦績
| 大会/年    | 1913-14 |
| ---------- | ------- |
| 世界選手権 | 2       |